# El Mahmal
El Mahmal (em árabe: المحمل) é uma cidade e comuna localizada na província de Khenchela, Argélia. Segundo o censo de 2008, a população total da cidade era de 38 706 habitantes.